# Caroline Kennison
Caroline Marie Kennison ist eine australische Schauspielerin.

## Leben
Caroline Kennison war von 2006 bis 2008  bei H2O – Plötzlich Meerjungfrau zu sehen. Sie spielte auch in der Fernsehserie Beastmaster – Herr der Wildnis mit. Von 1996 bis 1998 spielte Kennison in Adrenalin – Notärzte im Einsatz mit.

## Filmografie
- 1995–1996: Fire (Fernsehserie, drei Folgen)
- 1996–1998: Adrenalin – Notärzte im Einsatz (Medivac, Fernsehserie, 48 Folgen)
- 2000: Beastmaster – Herr der Wildnis (BeastMaster, Fernsehserie, Folge 2x07)
- 2001: Cy – Das Mädchen aus dem All (Cybergirl, Fernsehserie, zwei Folgen)
- 2002: Blurred
- 2002: Hey Sista! (Kurzfilm)
- 2003: About Face (Kurzfilm)
- 2003: Fat Cow Motel (Miniserie, Folge 1x08)
- 2004: Rome: Total War (VG, Stimme)
- 2005: Rome: Total War – Barbarian Invasion (VG, Stimme)
- 2006–2008: H2O – Plötzlich Meerjungfrau (H2O: Just Add Water, Fernsehserie, 19 Folgen)
- 2011: Sea Patrol (Fernsehserie, Folge 5x04)
- 2011: Purged (Fernsehfilm)
- 2012: Undertow (Fernsehfilm)
- 2016: Wanted (Fernsehserie, Folge 1x03)
- 2016–2017: The Family Law (Fernsehserie, drei Folgen)
- 2017: Hoges (Miniserie, zwei Folgen)
- 2017: Don’t Tell
- 2018: Homecoming Queens (Miniserie)